# NGC 4204
NGC 4204 је спирална галаксија у сазвежђу Береникина коса која се налази на NGC листи објеката дубоког неба.
Деклинација објекта је + 20° 39' 32" а ректасцензија 12h 15m 14,2s. Привидна величина (магнитуда) објекта NGC 4204 износи 13,3 а фотографска магнитуда 13,9. Налази се на удаљености од 7,9000 милиона парсека од Сунца. NGC 4204 је још познат и под ознакама UGC 7261, MCG 4-29-51, CGCG 128-60, KUG 1212+209A, IRAS 12126+2056, PGC 39179.